# Мото Гран-Прі Німеччини

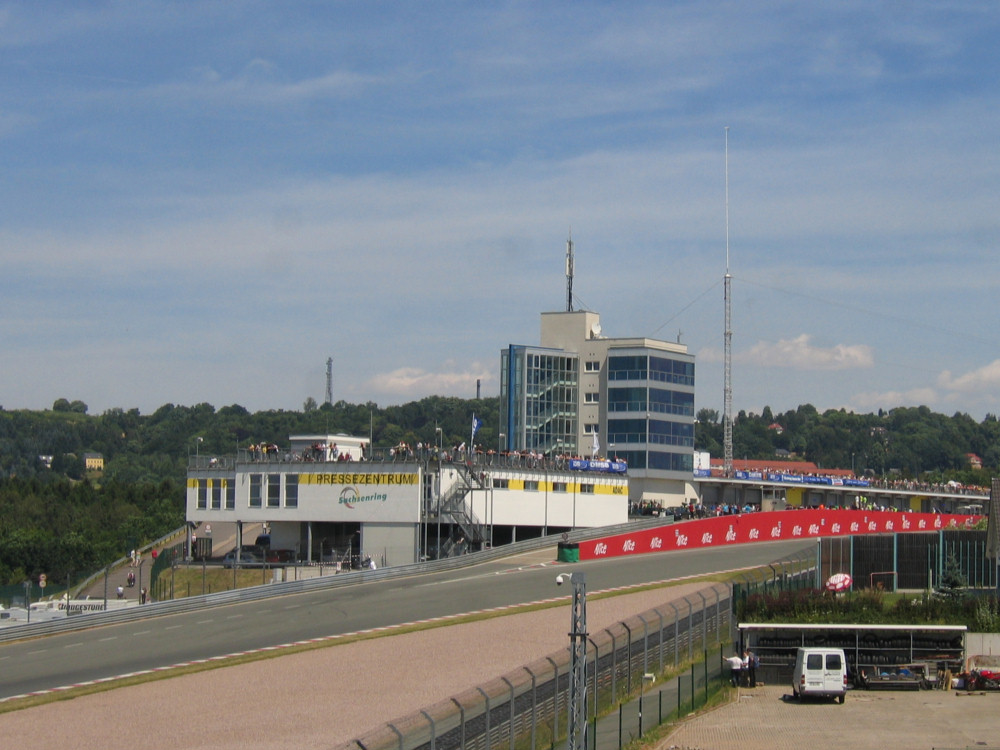
Заксенринг — тут відбувається Мото Гран-Прі Німеччини

Мо́то Гран-Прі Німе́ччини (нім. Großer Preis von Deutschland) — етап змагань чемпіонату світу з шосейно-кільцевих мотогонок серії MotoGP. Проводиться на автомотодромі «Заксенринг», розташованому поблизу міста Хемніц у Саксонії, Німеччина. Перші змагання відбулись у 1925 році, з 1952 включені у календар чемпіонату світу. Гран-Прі Німеччини, який відбувся у 2012 році, був 60-м в історії MotoGP, за цим показником поступається лише Гран-Прі Нідерландів та Італії, які відбувались на той момент по 63 рази.

## Історія
Історія Гран-Прі Німеччини у MotoGP дещо відрізняється від історій таких історичних треків, як TT Assen, Le Mans і Брно, хоча спочатку, як і ці траси, було «трофічним», тобто створене на базі доріг загального користування, які перекривалися на дні перегонів. Частина старої дороги, яка входила у майже 9-кілометрове коло, можна спостерігати і зараз: вона проходить навколо діючого автодрому і з'єднує Оберлунгвіц з Гоенштейномом і Санкт-Егідієном.
Особливість гонок у Саксонії полягала ще й у тому, що вони проходили на території соціалістичної країни - НДР: перше Гран-Прі Східної Німеччини, офіційно включене в календар чемпіонату світу, відбулося в 1961 році. Історія гонок Гран-Прі по дорогах загального користування тривала до 1972-го, коли мотоцикли стали настільки швидкими, що заїзди по погано підготовленим для таких швидкостей магістралях перестали бути безпечними, і FIM наклала вето. На 25 років Східна Німеччина втратила «своє» Гран-Прі, яке перемістилося в Хоккенхайм і Нюрбург, тому що керівництво НДР не знайшло аргументів для будівництва настільки серйозної і дорогої споруди. Але, завдяки неймовірній популярності саксонського етапу, його історія не перервався.
Гран-Прі Німеччини завжди було одним з найбільш відвідуваних, кількість глядачів у Саксонії в 70-х доходило до 300 000 чоловік і навіть більше. Зокрема, змагання дебютного, 1952-го сезону, відвідало 400 000 глядачів. Це спонукало регіональну владу за підтримки уряду вже об'єднаної Німеччини вишукати кошти для будівництва повноцінного автодрому.
Загалом за період 1952-1990 років Гран-Прі Німеччини відбувалось на чотирьох різних трасах: Солітуд, Шоттен, Нюрбургринг та Гоккенгайм.
Нинішній «Заксенринг» був збудований у 1992-1995 роках. Автодром «ADAC Sachsen», що став базою Національного Автомотоклубу (ADAC), первинна довжина кола якого становила 3 508 метрів, з'явився на одній з коротких секцій тієї самої старої дороги в Гоенштайн-Ернстталь, де колись ревли мотори гран-прійних мотоциклів. На обмеженому просторі вдалося зробити суворий, по-справжньому спортивний гоночний трек, неймовірно вимогливий до фізичних і вольових якостей пілотів, а також їхньої техніки.
Всього в історії нового автодрому було дві реконструкції, в 2001 і 2003 роках, в результаті чого довжина треку збільшилася до 3 671 м. Генеральну реконструкцію 2001 проводив Герман Тільке. Ательє Тільке змінило дизайн і профіль полотна, повністю переклало подушку, що дозволило зробити трасу дуже швидкою. Також реконструкція торкнулася паддоку і трибун, так що загальна місткість автодрому збільшилася до 152 000 місць. Але відвідуваність Гран-Прі Німеччини у 2000-них вражала завжди: у 2010 році - 210 000, у 2011 - 220 000 і близько 230 000 у 2012-у (за вікенд). Це на третину більше, ніж на Гран-Прі Італії і Чехії в ті ж роки.

## Переможці етапу
Найуспішнішим мотоциклом 4-тактної ери MotoGP, що стартувала в 2002 році, є Honda. Гонщики HRC дев'ять разів перемагали на «Заксенринзі», на рахунку пілотів Yamaha 3 перемоги, одна за Ducati. Марк Маркес є найуспішнішим гонщиком етапу у Німеччині, йому вдалося виграти 4 гонки в «королівському» класі, до того взявши 2 перемоги в 250сс та 1 в 125сс.
Honda є абсолютним домінатором в Німеччині в класі MotoGP протягом останніх семи сезонів.
Німецькі гонщики за останні 20 років на подіумі з'являлися нечасто. Всього вони взяли сіи призів. Ральф Вальдман став третім в 1999 у гонці класу 250сс, Стіві Йенкер був третім у 125сс 2002-го, Штефан Брадль фінішував другим у 125сс в 2008-у і виграв гонку Moto2 в 2011, Сандро Кортезі став третім у 125сс в 2010-у і виграв першу гонку Moto3 в Німеччині, ставши також першим німецьким гонщиком, який виграв Гран-Прі з того моменту, як національний етап повернувся в «Заксенринг»; нарешті, Йонас Фольгер став другим в гонці класу Moto2 в сезоні 2016.
На рахунку Гран-Прі Німеччини є один рекорд всіх часів: найближчий фініш TOP-4 в класі MotoGP - першу четвірку на фініші розділили всього 0,307 секунди.
| Сезон | Трек           | Moto3             | Moto2              | MotoGP                 | Звіт |
| ----- | -------------- | ----------------- | ------------------ | ---------------------- | ---- |
| 2016  | Заксенринг     | Хайрул Ідхам Паві | Йоан Зарко         | Марк Маркес            | Звіт |
| 2015  | Заксенринг     | Данні Кент        | Ксав'є Сімеон      | Марк Маркес            | Звіт |
| 2014  | Заксенринг     | Джек Міллер       | Домінік Аегертер   | Марк Маркес            | Звіт |
| 2013  | Заксенринг     | Алекс Рінс        | Хорді Торрес       | Марк Маркес            | Звіт |
| 2012  | Заксенринг     | Сандро Кортезі    | Марк Маркес        | Дані Педроса           | Звіт |
| Сезон | Трек           | 125cc             | Moto2              | MotoGP                 | Звіт |
| 2011  | Заксенринг     | Гектор Фаубель    | Марк Маркес        | Дані Педроса           | Звіт |
| 2010  | Заксенринг     | Марк Маркес       | Тоні Еліас         | Дані Педроса           | Звіт |
| Сезон | Трек           | 125cc             | 250cc              | MotoGP                 | Звіт |
| 2009  | Заксенринг     | Хуліан Сімон      | Марко Сімончеллі   | Валентіно Россі        | Звіт |
| 2008  | Заксенринг     | Майк Ді Меліо     | Марко Сімончеллі   | Кейсі Стоунер          | Звіт |
| 2007  | Заксенринг     | Габор Талмаші     | Хіросі Аояма       | Дані Педроса           | Звіт |
| 2006  | Заксенринг     | Маттіа Пасіні     | Юкі Такахаші       | Валентіно Россі        | Звіт |
| 2005  | Заксенринг     | Міка Калліо       | Дані Педроса       | Валентіно Россі        | Звіт |
| 2004  | Заксенринг     | Роберто Локателлі | Дані Педроса       | Макс Б'яджі            | Звіт |
| 2003  | Заксенринг     | Стефано Перуджині | Роберто Ролфо      | Сете Жібернау          | Звіт |
| 2002  | Заксенринг     | Арно Вінсен       | Марко Меландрі     | Валентіно Россі        | Звіт |
| Сезон | Трек           | 125сс             | 250сс              | 500сс                  | Звіт |
| 2001  | Заксенринг     | Сімоне Санна      | Марко Меландрі     | Макс Б'яджі            | Звіт |
| 2000  | Заксенринг     | Йоучі Уї          | Олів'є Жаке        | Алекс Баррос           | Звіт |
| 1999  | Заксенринг     | Марко Меландрі    | Валентіно Россі    | Кенні Робертс молодший | Звіт |
| 1998  | Заксенринг     | Томомі Манако     | Тетсуї Харада      | Мік Дуейн              | Звіт |
| 1997  | Нюрбургринг    | Валентіно Россі   | Тетсуї Харада      | Мік Дуейн              | Звіт |
| 1996  | Нюрбургринг    | Масакі Токудоме   | Ральф Вальдман     | Лука Кадалора          | Звіт |
| 1995  | Нюрбургринг    | Харучіка Аокі     | Макс Б'яджі        | Дарил Біті             | Звіт |
| 1994  | Гоккенгаймринг | Дірк Родіс        | Лоріс Капіроссі    | Мік Дуейн              | Звіт |
| 1993  | Гоккенгаймринг | Дірк Родіс        | Доріано Ромбоні    | Дарил Біті             | Звіт |
| 1992  | Гоккенгаймринг | Бруно Казанова    | Пьєрфранческо Чілі | Мік Дуейн              | Звіт |
| 1991  | Гоккенгаймринг | Ральф Вальдман    | Гельмут Брадль     | Кевін Швантс           | Звіт |

Примітка. Дані офіційного сайту MotoGP